# Upplands runinskrifter 432
Upplands runinskrifter 432 är en försvunnen vikingatida runsten som funnits i Åshusby, Norrsunda socken och Sigtuna kommun. Stenen rapporteras att ha söndersprängts i nio bitar på 1800-talets slut. Inga uppgifter finns om runstenen efter det och den får antas vara förkommen.

## Inskriften
Translitterering av runraden:
[uikinkr lit raisa stain at suni sina kruk auk asbiarn suain þisi uar ... suni ki-t kirþa]
Normalisering till runsvenska:
Vikingʀ let ræisa stæin at suni sina Krok ok Asbiorn. Svæinn þessi vaʀ ... suni ki-t kirþa''
Översättning till nusvenska:
Viking lät resa stenen efter sina söner Krok och Asbjörn. Denne sven var ...